# Згил
Згил (осет. Згъил) — село в Алагирском районе Республики Северная Осетия-Алания. Входит в состав Зарамагского сельского поселения. Код Федеральной налоговой службы 1514.

## Географическое положение
Село расположено на левом берегу реки Мамисондон, в 15 км к юго-западу от центра сельского поселения — Нижний Зарамаг, в 68 км к югу от районного центра Алагир и в 105 км от Владикавказа.
Недалеко от села расположено небольшое минеральное озеро с постоянно бурлящей водой, которое входит в состав Северо-Осетинского государственного природного заповедника.

## История
В селении сохранились родовые башни Чельдиевых и Моураовых.

## Население
| 2002 | 2010 | 2021 |
| ---- | ---- | ---- |
| 0    | ↗5   | ↗11  |

## Топографические карты
- Лист карты K-38-29 Алагир. Масштаб: 1 : 100 000. Состояние местности на 1984 год. Издание 1988 г.